# Bobrowniki (gmina w województwie śląskim)
Bobrowniki – gmina wiejska w Polsce położona w Zagłębiu Dąbrowskim, w województwie śląskim, w powiecie będzińskim. W latach 1975–1998 gmina administracyjnie należała do województwa katowickiego.
Siedziba gminy to Bobrowniki.
Według danych z 31 grudnia 2015 gminę zamieszkiwało 11 663 osób. Natomiast według danych z 31 grudnia 2017 roku gminę zamieszkiwało 11921 osób.

## Struktura powierzchni
Według danych z roku 2002 gmina Bobrowniki ma obszar 51,99 km², w tym:
- użytki rolne: 63%
- użytki leśne: 20%

Gmina stanowi 14,13% powierzchni powiatu.
Gmina znajduje się w strukturach administracyjnych powiatu będzińskiego. W skład gminy wchodzi 8 sołectw.
Sołectwa: Bobrowniki,
Dobieszowice,
Myszkowice,
Rogoźnik,
Sączów,
Siemonia,
Twardowice,
Wymysłów.
Miejscowości: Bobrowniki (Bobrowniki, Namiarki, Pustkowie), Dobieszowice (Dobieszowice, Kolonia Wesoła, Niebyła), Myszkowice (Myszkowice, Łubianki), Rogoźnik, Sączów (Sączów, Podmyszkowice, Podossy, Podsiemonia, Podtąpkowice), Siemonia (Siemonia, Podsączów, Pomłynie), Twardowice (Twardowice, Najdziszów), Wymysłów (Wymysłów, Gajówka, Blachownia).

## Demografia
Dane z 30 czerwca 2004:
| Opis                              | Ogółem | Ogółem | Kobiety | Kobiety | Mężczyźni | Mężczyźni |
| --------------------------------- | ------ | ------ | ------- | ------- | --------- | --------- |
| jednostka                         | osób   | %      | osób    | %       | osób      | %         |
| populacja                         | 11 249 | 100    | 5972    | 53,1    | 5277      | 46,9      |
| gęstość zaludnienia (mieszk./km²) | 216,4  | 216,4  | 114,9   | 114,9   | 101,5     | 101,5     |

Średni przyrost naturalny jest ujemny i wynosi –82. Saldo migracji jest dodatnie i wynosi powyżej 100.

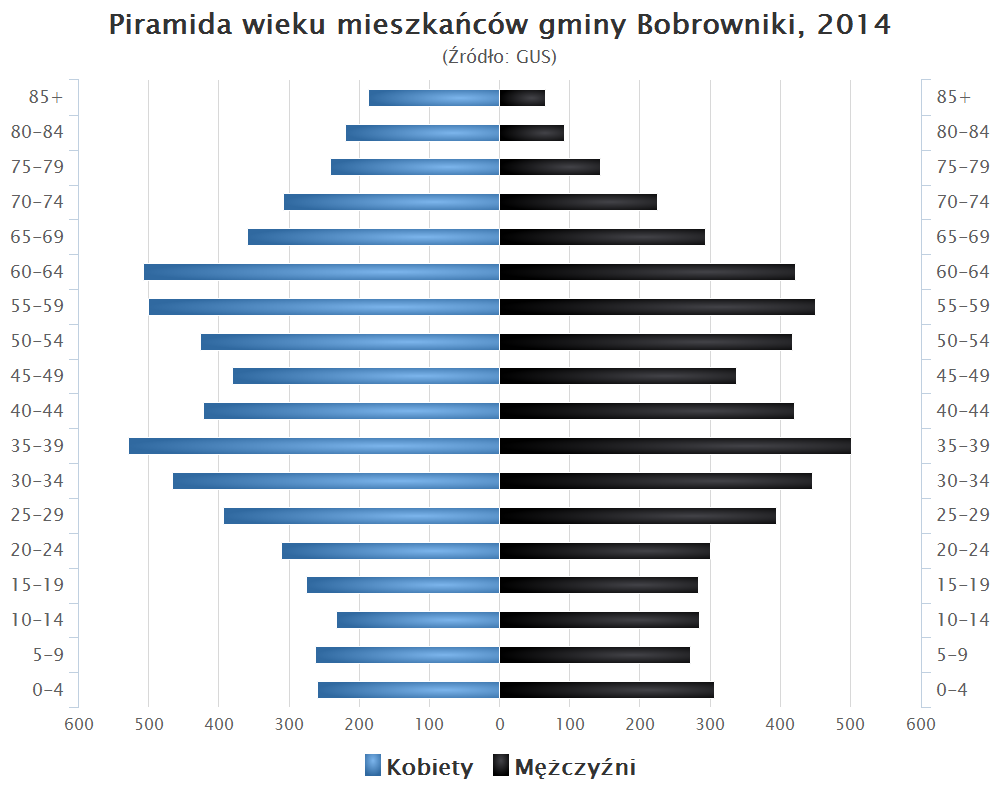
Piramida wieku mieszkańców gminy Bobrowniki w 2014 roku

## Historia
Początków samorządu terytorialnego, który w obecnej postaci jest Gminą Bobrowniki, można doszukiwać się w roku 1848.
Wtedy to powstała Gmina Rządowa zwana Ekonomiką Bobrownicką, obejmująca wsie: Bobrowniki, Sączów, Siemonia, Żychcice, Wojkowice Komorne, Strzyżowice, Psary i Łagisza. Pierwszym wójtem został Franciszek Ciapierzyński.
Po I wojnie światowej w skład gminy Bobrowniki wchodziły wsie: Bobrowniki, Rogoźnik, Strzyżowice, Góra Siewierska, Żychcice, Wojkowice Komorne i Kamyce. W 1928 r. do gminy dołączono wieś Dobieszowice.
W 1928 roku wójtem był Augustyn Gajewski, odznaczony Brązowym Krzyżem Zasługi za „zasługi w przyłączeniu Górnego Śląska do Polski”.
Na mocy ustawy z dnia 25 września 1954 'O reformie podziału administracyjnego wsi i powołaniu gromadzkich rad narodowych' z dniem 31 grudnia 1954 roku przestały istnieć Gminne Rady Narodowe r., a powołano Gromadzkie Rady Narodowe (GRN). 1 stycznia 1955 r. gminę Bobrowniki podzielono na sześć gromad: Bobrowniki, Dobieszowice (wraz z Wymysłowem), Rogoźnik, Żychcice (z Kamycami), Strzyżowice (wraz z Górą Siewierską); Wojkowice Komorne otrzymały status osiedla (powstała Osiedlowa Rada Narodowa).
1 stycznia 1973 roku reaktywowano gminę Bobrowniki. Obecny kształt gminy obowiązuje od 1 stycznia 1999 roku.
Na terenie Gminy zachowały się liczne zabytki, m.in. Kościół drewniany zbudowany w 1669 roku, odnowiony w 1857 roku, rozbudowany z inicjatywy wikariusza – rezydenta Teofila Grudzińskiego w 1888 roku. Kościół orientowany, drewniany, o konstrukcji zrębowej, szalowany. Prezbiterium silnie wydłużone, zamknięte, trójboczne, przy nim od południa zakrystia. Drzwi klepkowe, dach dwuspadowy. Nazwa oraz dwie wieże od zachodu dodane w 1888 roku. Polichromia wykonana przez Sokołowskiego w latach 1914 – 1915; ołtarz główny barokowy z XVII wieku; ołtarze boczne i ambona z XVII/XVIII wieku. Granice ochrony konserwatorskiej obejmują cały obiekt w ramach ogrodzenia wraz z wyposażeniem wnętrza. Kościół stanowi własność Parafii. Wpisany do rejestru zabytków decyzją Wojewódzkiego Konserwatora Zabytków w Katowicach z dnia 23.02.1960 r.
Dwukondygnacyjny dwór, usytuowany na niewielkim płaskowyżu powstał w końcu XVI lub na początku XVII w. Stanowił wówczas własność Jana Adolfa Frankenberga. Później był parokrotnie przebudowywany. Był to budynek służący za mieszkanie dziedzicom względnie ich administratorom, jak to na pewno miało miejsce w przypadku Henckle von Donnersmarcków. Dwór w Dobieszowicach jest cenną budowlą uznaną za zabytek drugiej klasy.
Prawdopodobnie był kiedyś wyższy o jedną kondygnację, a być może tylko ozdobiony attyką. W piwnicach odkryto wejście do wykutego w skale tunelu. Legenda twierdzi, że łączył on Dobieszowice ze Świerklańcem, co wydaje się mało prawdopodobne. Było to raczej wyjście awaryjne, przygotowane na wypadek napaści czy oblężenia, co świadczy o tym, że dwór miał charakter obronny.
Dwór jest murowany z kamienia łamanego, otynkowany. Zbudowany jest na rzucie kwadratu. Jest piętrowy, podpiwniczony, piwnice sklepione są kolebkowo. W jednej z piwnic zachowany jest węgar portalu. Na piętrze przy schodach znajduje się balustrada z XVIII/XIX wieku. W izbach zachowany jest strop belkowy i sklepienie krzyżowe. Dach jest czterospadowy, łamany, polski, pokryty gontem.
Dwór w Dobieszowicach usytuowany jest przy ul. Kościuszki i stanowi własność Gminy Bobrowniki. Wpisany został decyzją Wojewódzkiego Konserwatora Zabytków w Katowicach z dnia 14.05.1953r. do rejestru zabytków. W decyzjach określany jest jako spichlerz.

## Gospodarka
Na terenie gminy zarejestrowanych jest 959 podmiotów gospodarki narodowej. Z danych wynika, że na 10 tys. ludności w gminie przypada 699 osób fizycznych prowadzących działalność gospodarczą zarejestrowaną w rejestrze REGON. Liczba pracujących ogółem wynosi 1156 osób. Wydatki budżetu gminy w 2009 r. przewyższyły dochody o 6,8%. Wydatki bieżące wynosiły 79,2% wydatków ogółem. Na obsługę długu publicznego w 2009 r. gmina wydała najmniejszą kwotę w województwie śląskim.(GUS)
Wyroby i usługi kierowane są przede wszystkim dla odbiorców gminnych i z terenów ościennych miast.
W sektorze publicznym działają instytucje gminne jak: Urząd Gminy, Gminny Zespół Oświaty i 4 szkoły podstawowe, 2 gimnazja, 4 przedszkola, Gminny Ośrodek Kultury i 4 jego filie, Ośrodek Pomocy Społecznej, Zakład Gospodarki Komunalnej.
Ochrona zdrowia realizowana jest w ramach niepublicznych zakładów opieki zdrowotnej.
Mieszkańcy gminy oprócz miejsc pracy w wymienionych zakładach znajdują zatrudnienie w firmach i instytucjach w sąsiednich miastach: Bytom, Piekary Śląskie, Będzin, Wojkowice, Tarnowskie Góry. Znaczny odsetek mieszkańców nadal zawodowo związanych jest z górnictwem i zakładami tworzonymi w związku z restrukturyzacją branży górniczej.

## Infrastruktura
Gmina posiada rozwiniętą sieć drogową. Plany obejmują budowę przez teren gminy autostrady A1 z węzłem obsługi autostrady lokalizowanym w sołectwie Sączów, w bliskim sąsiedztwie portu lotniczego w Pyrzowicach.
Gmina jest w 100% wyposażona w sieć wodociągową. Zbiorowe zaopatrzenie w wodę odbywa się z własnych lub zewnętrznych ujęć wody. Posiada oczyszczalnię ścieków i stworzone możliwości podłączeń nieruchomości z 3 największych sołectw w gminie: Bobrowniki, Dobieszowice i Rogoźnik. W pełnym zakresie budowa kanalizacji zakończona zostanie w 2010 roku. Wszyscy mieszkańcy mają dostęp do wybudowanej przez gminę i eksploatowanej przez TP S.A. sieci teletechnicznej.
W gminie funkcjonuje zorganizowany system gospodarki odpadami komunalnymi oparty na segregacji odpadów. Gmina jest udziałowcem w międzygminnej spółce z ograniczoną odpowiedzialnością zarządzającą składowiskiem odpadów komunalnych. Gmina posiada uchwalony program ochrony środowiska i plan gospodarki odpadami, a także regulamin utrzymania czystości i porządku w gminie stałe podnoszenie estetyki gminy i działań na rzecz ochrony środowiska wpisane jest do wieloletniej strategii rozwoju gminy.

## Przyroda i turystyka
Znaczne obszary gminy to tereny leśne, stanowiące naturalną strefę izolacyjną dla zabudowy mieszkaniowej. Zaplecze rekreacyjno-wypoczynkowe dla mieszkańców gminy oraz mieszkańców okolicznych aglomeracji miejskich stanowi ośrodek rekreacji w Rogoźniku ze zbiornikami wodnymi i bazą noclegową oraz punktami gastronomicznymi.
Na terenie gminy mieści się wiele obiektów schronów Obszaru Warownego Śląsk.

## Miasta partnerskie
- Karniów, Czechy

## Sąsiednie gminy
Mierzęcice, Ożarowice, Piekary Śląskie, Psary, Świerklaniec, Wojkowice